# Paolo Tommasini
Paolo Tommasini (San Remo, 5 de septiembre de 1968) es un deportista italiano que compitió en piragüismo en la modalidad de aguas tranquilas. Ganó una medalla de plata en el Campeonato Mundial de Piragüismo de 1997 en la prueba de K2 200 m.
Participó en los Juegos Olímpicos de Barcelona 1992, donde fue eliminado en las semifinales de la prueba de K4 1000 m.

## Palmarés internacional
| Campeonato Mundial | Campeonato Mundial | Campeonato Mundial | Campeonato Mundial |
| Año                | Lugar              | Medalla            | Evento             |
| ------------------ | ------------------ | ------------------ | ------------------ |
| 1997               | Dartmouth (Canadá) | Medalla de plata   | K2 200 m           |